# Triamyxa
Triamyxa is een geslacht van uitgestorven kevers uit de onderorde Myxophaga binnen de monotypische familie Triamyxidae uit het Carnien van het Laat-Trias, ongeveer 230 miljoen jaar geleden. Het werd gevonden in de Keuper kleisteen van Polen. De typesoort is Triamyxa coprolithica en werd geïdentificeerd aan de hand van exemplaren gevonden in de coproliet ZPAL AbIII/3520, waarschijnlijk behorend tot de dinosauriforme Silesaurus opolensis. Omdat Triamyxa-exemplaren werden gevonden in coprolieten, kan dit een nieuwe methode bieden om naast barnsteen ook insectenfossielen te vinden. Het is momenteel het oudst bekende lid van Myxophaga. Het werd geïnterpreteerd als ofwel het meest basale lid van Myxophaga of een zustergroep van Hydroscaphidae.
De exemplaren werden in 3D geconserveerd, met hun poten en antennes intact en Triamyxa werd waarschijnlijk per ongeluk opgegeten door Silesaurus terwijl ze andere dieren aten, waarschijnlijk grotere insecten, en de exemplaren werden waarschijnlijk niet veel gekauwd, wat verklaart waarom één Triamyxa-exemplaar intact was en de rest was fragmentarisch. Triamyxa was waarschijnlijk ook in grote aantallen in het milieu aanwezig, zich waarschijnlijk voedend met algenmatten in zoetwaterlichamen, vergelijkbaar met moderne Myxophaga.